# 松川町金沢
松川町金沢（まつかわまちかねざわ）は、福島県福島市の大字。郵便番号は960-1246。

## 地理
福島市南東部、松川地区の東部に位置している。東で飯野町明治・立子山、西・北で松川町浅川、南で松川町・松川町美郷・松川町沼袋と接する。丘陵の広がっている区域で、地内を南北に国道4号が通っている。立子山との境には阿武隈川が流れており、地内北東に鮎滝渡船場跡がある。地内南端付近では南隣の松川町を中心とする工業団地の一部となっている。地内には鉄道駅はないが、西寄りの松川町美郷の境界付近でJR東北本線が通っている。

### 河川
- 阿武隈川
  - 下浅川

### 字
- 青山
- 赤堀
- 足尾田
- 天沼
- 阿弥陀前
- 石田
- 井戸入
- 兎田
- 梅田
- 大貝
- 大壇
- 大森越
- 妓山
- 男耕地
- 影姥ケ作
- 蟹沢
- 叶神
- 上北
- 上西勝沢
- 上明内

- 亀井窪
- 川前
- 観音山
- 北ケ作
- 狐山
- 久保
- 熊ノ浦
- 黒内
- 郷津
- 虚空蔵
- 小手山
- 小手山浦
- 桜越
- 桜壇
- 猿田
- 三合内
- 地蔵岡
- 地蔵田
- 下田前
- 下西勝沢

- 十郎
- 神合内
- 新林
- 杉ノ木
- 千日
- 外手
- 外大貝
- 大極
- 泰黒内
- 平新田
- 平畑
- 高名石
- 高森
- 滝ノ上
- 立石
- 継立山
- 妻山
- 東地内
- 土戸目喜
- 中峯

- 長峯
- 並渡
- 西
- 西高槻
- 根木内
- 麦地石
- 化石
- 花山
- 羽山岳
- 東高槻
- 深沢
- 船場
- 不動山
- 堀切
- 松ケ作
- 満﨑
- 水ケ作
- 水溜
- 南叶神
- 宮ノ前

- 明内
- 明道
- 宮田
- 櫓番
- 焼山
- 山中
- 早稲田
- 渡ノ柴

## 歴史
1949年（昭和24年）にこの東北本線（当時：国鉄）で蒸気機関車が脱線転覆した松川事件が起きた場所でもある。

### 沿革
- 1889年（明治22年）4月1日 - 町村制施行により、信夫郡金沢村・関谷村・浅川村が合併し、金谷川村が発足。旧金沢村域は金谷川村大字金沢となる。
- 1955年（昭和30年）3月20日 - 金谷川村が信夫郡松川町（旧）・水原村と合併し、新たに松川町（新）が発足。大字金沢は松川町大字金沢となる。
- 1966年（昭和41年）6月1日 - 松川町が福島市に編入され、大字金沢は福島市松川町金沢となる。

## 世帯数と人口
2017年（平成29年）6月30日現在の世帯数と人口は以下の通りである。
| 大字       | 世帯数  | 人口  |
| ---------- | ------- | ----- |
| 松川町金沢 | 204世帯 | 630人 |

## 交通

### バス
- 福島交通福島支社
  - 美郷経由松川線
    - （福島駅東口） - …… - （寺屋敷） - 上明内 - （ロングライフハイム） - …… - （古天神）

  - 医大・立子山経由飯野町線
    - （福島駅東口） - …… - （古浅川） - 大貝入口 - 上蓬莱橋 - （春田） - …… - （飯野町）

このほか地内には、まつかわ西幼稚園経由水原線が通っているが、停留所はない。

### 道路
- 国道4号福島南バイパス
- 福島県道51号霊山松川線
- 福島県道307号福島飯野線
- 福島市道49号金沢立子山線

## 文化財
- 阿武隈峡[5]
- 阿武隈川舟運図（附）付箋9枚[6]
- 金沢黒沼神社の十二神楽[7]
- 羽山ごもり➖国指定重要無形文化財[8][9]